# Ешерсхаузен
Ешерсхаузен (њем. Eschershausen) град је у њемачкој савезној држави Доња Саксонија. Једно је од 32 општинска средишта округа Холцминден. Према процјени из 2010. у граду је живјело 3.594 становника. Посједује регионалну шифру (AGS) 3255013.

## Географски и демографски подаци
Ешерсхаузен се налази у савезној држави Доња Саксонија у округу Холцминден. Град се налази на надморској висини од 199 метара. Површина општине износи 23,9 km². У самом граду је, према процјени из 2010. године, живјело 3.594 становника. Просјечна густина становништва износи 151 становника/km².

## Међународна сарадња
| Мјесто | Држава    | Врста сарадње | Од    |
| ------ | --------- | ------------- | ----- |
|        | Француска | контакт       | 1985. |
| Извор  |           |               |       |